# Eccrita maxima
Eccrita maxima là một loài bướm đêm trong họ Erebidae.